# Atractogloea stillata
 Atractogloea stillata  ist eine Pilzart, die innerhalb der Ordnung der Atractiellales steht. Da die Art eine einzigartige Merkmalskombination besitzt, wurde für das Taxon die monotypische Familie der  Atractogloeaceae mit der monotypischen Gattung  Atractogloea  eingeführt. Die Art besitzt kleine, tropfenförmige und festsitzende Fruchtkörper und schnallentragende Hyphen. Im oder um das Hymenium herum fehlen Hyphidien und Maginalhyphen. Außerdem besitzt Atractogloea stillata auricularioide, sterigmenlose Basidien. Die genaue Stellung innerhalb der Basidiomyceten ist unbekannt, da die Art noch nicht molekularbiologisch untersucht wurde (Stand 2015).

## Merkmale der Familie und Gattung
Die Arten bilden kleine, kissen- oder tropfenförmige, gelatinöse Fruchtkörper. Das Hyphensystem ist monomitisch, die Hyphen haben einfache, geschwollene Septalporen und einen diglobularen Spindelpolkörper. Außerdem tragen die Hyphen Schnallen, Zystiden oder Hyphidien fehlen. Die Basidien sind länglich oder zylindrisch und querseptiert und besitzen keine Sterigmen. Daher können die Basidiosporen nicht aktiv abgeschossen werden. Stattdessen werden die Sporen sitzend und sequentiell an terminalen oder lateralen Knospen gebildet. Die Sporen selbst sind hyalin, dünnwandig, glatt und färben sich nicht mit Jod an. Es existiert eine hefeartige Nebenfruchtform (Anamorphe), die sich durch Knospung vermehren kann.

## Merkmale der Art
Die Fruchtkörper sind weich-gelatinös und tropfen- oder kissenförmig. Sie haben einen Durchmesser von 1 mm, können manchmal aber etwas verlängert sein und erreichen dann an der Stelle der längsten Ausdehnung eine Länge von 1,5 mm. Die Hyphen sind (1,5–) 2–3 (–5) µm breit, hyalin und leicht gelatinisiert, aber deutlich zu erkennen. Die Hyphen tragen Schnallen, oft treten zwei oder drei Schnallen hintereinander auf. Auch Verzweigungen entspringen aus den Schnallen. Die terminalen, länglichen bis zylindrischen Basidien messen  3,5–4,5 (–6) × 40–105 µm und sind bei Reife durch drei Septen quer septiert. Die sitzenden, inamyloiden Basidiosporen werden passiv freigesetzt, sobald sie reif sind. Sie sind (4–) 5–8 µm lang und 3–4 µm breit. Ihre Wände sind dünn, glatt und hyalin. Sie keimen durch Knospung, die Knospen entwickeln sich häufig bereits, während die Sporen noch an den Basidien sitzen.

## Verbreitung und Ökologie
Es ist bisher nur eine einzige Aufsammlung aus Kalifornien bekannt. Der vermutlich saprobiontische Pilz wächst auf abgestorbenen Palmwedeln.

## Gattungen
Die Familie besitzt nur eine monotypische Gattung mit der Typusart Atractogloea stillata Oberw. & Bandoni.

## Systematik
Atractogloea stillata hat eine Merkmalskombination, die innerhalb der Ordnung der Atractiellales einzigartig ist. Diese Kombination aus wichtigen Merkmalen führte dazu, dass man für das Taxon eine eigene Familie einrichtete. Die charakteristischen Merkmale sind: 
1. auricularioide (Phragmo-)Basidien,
2. eine multiple Basidiosporenproduktion
3. einfach septierte Poren mit leicht angeschwollenen Porenrändern
4. ein diglobularer Spindelpolkörper und
5. das hefeartige Auskeimen aus der Basidiospore, das zu einem vorübergehenden Hefestadium führt.

Die Familie besitzt innerhalb der auricularioiden Pilze eine isolierte Stellung. Die Art wurde bisher noch nicht molekularbiologisch untersucht, sodass die genaue Position innerhalb der Basidomycten  unbekannt ist.